# ماسوالا (مدينة)
ماسوالا هي قرية في مدغشقر, في منطقة أنتالاها في إقليم سافا فيمقاطعة أنتسيراناناعلى الساحل الجنوبي لشبه جزيرة ماسوالا.